# Matilde Ubach i Duran
Matilde Ubach i Duran (Cervera, 1892 - Barcelona, 1972) va ser una mestra i bibliotecària igualadina.
Estudià a l'Escola de Bibliotecàries. Va ser professora de l'Ateneu Igualadí des del 1915 fins al 1927, quan esdevingué la primera directora de la nounada Biblioteca Popular de la Caixa de Pensions per a la Vellesa i d'Estalvis d'Igualada (en desaparèixer aquesta, els seus fons s'integraren a l'actual Biblioteca Central d'Igualada). El 1948 fou elegida vocal de bibliografia
del recentment creat Centre d'Estudis Comarcals d'Igualada. S'uní en matrimoni amb Sebastià Ferrer i Valls (1890-1934), ex-librista i delegat de la Caixa de Pensions a Igualada; tingueren un fill, Jordi (Igualada, 1925 - Barcelona, 1990), i dues filles, Regina  i Maria Montserrat Ferrer i Ubach (Igualada, 1925-Barcelona, 2014).